# 리시테아 (위성)
리시테아(Lysithea)는 목성의 자전 방향과 같은 쪽으로 목성을 공전하는 불규칙 위성이다. 1938년 윌슨 산 천문대에서 세스 반스 니컬슨이 발견하였다. 이름은 그리스 신화 내 오케아노스의 딸이자 제우스의 연인 중 한 명인 리시테아에서 따왔다.
리시테아는 1975년까지 현재의 이름을 받지 않았다. 그 전에는 간단하게 목성 X로 불렸다. 1955년부터 1975년까지는 데메테르로 불리기도 했다.
리시테아는 다섯 개의 달이 목성에서 1100만 킬로미터부터 1300만 킬로미터 사이의 거리에서 약 28.3°기울어진 궤도를 돌고 있는 히말리아 그룹의 일원이다. 리시테아에 대한 제원은 2000년 1월 궤도 요소 기준으로, 해당 수치는 태양과 행성들의 섭동 때문에 계속해서 바뀌고 있다.

## 같이 보기
- 불규칙 위성

## 참고 문헌
1. 1 2  Nicholson, S.B. (1938). “Two New Satellites of Jupiter”. 《Publications of the Astronomical Society of the Pacific》 50: 292–293. doi:10.1086/124963.
2. 1 2 3 4 5  Jacobson, R.A. (2000). “목성 바깥쪽 위성들의 궤도(The orbits of outer Jovian satellites)”. 《Astronomical Journal》 120: 2679–2686. doi:10.1086/316817.
3. 1 2 3  “Planetary Satellite Physical Parameters”. 제트추진연구소 (Solar System Dynamics). 2008년 12월 12일에 확인함.
4. ↑  Marsden, B. G. (1974년 10월 7일). “Satellites of Jupiter”. 《IAUC Circular》 2846. 2020년 6월 2일에 원본 문서에서 보존된 문서. 2008년 6월 27일에 확인함.
5. ↑  Payne-Gaposchkin, Cecilia; Katherine Haramundanis (1970). 《천문학 개론(Introduction to Astronomy)》. Englewood Cliffs, N.J.: Prentice-Hall. ISBN 0-134-78107-4.